# Jamaica nos Jogos Olímpicos de Verão de 1976
A Jamaica competiu nos Jogos Olímpicos de Verão de 1976, realizados em Montreal, Canadá.